# Raymond Bernard
Raymond Bernard, född 10 oktober 1891, död 12 december 1977, var en fransk filmregissör. Han var son till Tristan Bernard och bror till Jean Jacques Bernard.
Bernard debuterade som regissör redan 1918, slöt sig till den franska avantgarderörelsen och fick sitt genombrott 1924 med den historiska filmen Vargmiraklet. Han var en utpräglad estet och lyckades bäst med stoff av stark inre dramatisk spänning: Samhällets olycksbarn (1935), De stora fasan (efter Roland Dorgelès roman), Träkorsen, Den skyldige och Ett krigsbröllop samt Det kommer en vän ikväll (1946) om den franska motståndsrörelsen under andra världskriget.